# Hertzoggie
Hertzoggie /hɜːrtsɒxi/, (tiếng Afrikaans: Hertzogkoekie, tạm dịch tiếng Việt: Bánh quy Hertzog, là một loại bánh tart hoặc bánh quy chứa nhân mứt mơ với lớp phủ dừa thường được phục vụ trên đế bánh ngọt giống như cốc.
Món bánh quy này là món tráng miệng phổ biến ở Nam Phi, nơi nó thường được ăn kèm với một cốc trà Anh Quốc. Ở khu vực cộng đồng Cape Malay, món tráng miệng này thường được ăn trong lễ Eid. Nó thường được nướng ở nhà như một phần của nghề thủ công trong nước và được bán cùng với các món tráng miệng phổ biến khác của Nam Phi như koeksister.

## Lịch sử
Chiếc bánh được đặt theo tên của chính trị gia Nam Phi đầu thế kỷ 20, thủ tướng (1924–1939) và người toàn quyền chiến tranh Boer thứ hai, J. B. M. Hertzog. Hertzogkoekie được cho là sở thích của ông. Những người ủng hộ Hertzog được biết là đã nướng, phục vụ và bán chúng để thể hiện sự ủng hộ với chính trị gia của họ.
Một câu chuyện về nguồn gốc của món tráng miệng nói rằng nó được phát minh bởi cộng đồng Cape-Malay để thể hiện sự ủng hộ của họ đối với Hertzog sau khi anh ta hứa sẽ cho phụ nữ quyền bỏ phiếu và quyền bình đẳng đối với cộng đồng người da màu vào những năm 1920. Sau khi thực hiện lời hứa đầu tiên là trao quyền bầu cử cho phụ nữ vào năm 1930, nhưng không phải lần thứ hai, cộng đồng bắt đầu nướng bánh quy với lớp kem màu nâu và hồng có tên "twee gevreetjie" (tiếng Afrikaans có nghĩa là "kẻ đạo đức giả"), thể hiện sự không hài lòng của họ đối với ông.
Một nguồn gốc khả dĩ khác của món tráng miệng là tập tục của người Afrikaan sau Chiến tranh Boer thứ hai để đặt tên bánh kẹo theo tên các anh hùng dân tộc.

## Bố cục
Hertzogkoekie được chuẩn bị từ đế bánh ngọt có nắp mở chứa nhân mứt mơ. Nó được phủ lên trên với dừa nạo hoặc bánh trứng đường dừa nạo làm topping và nướng.

## Bánh quy Jan Smuts

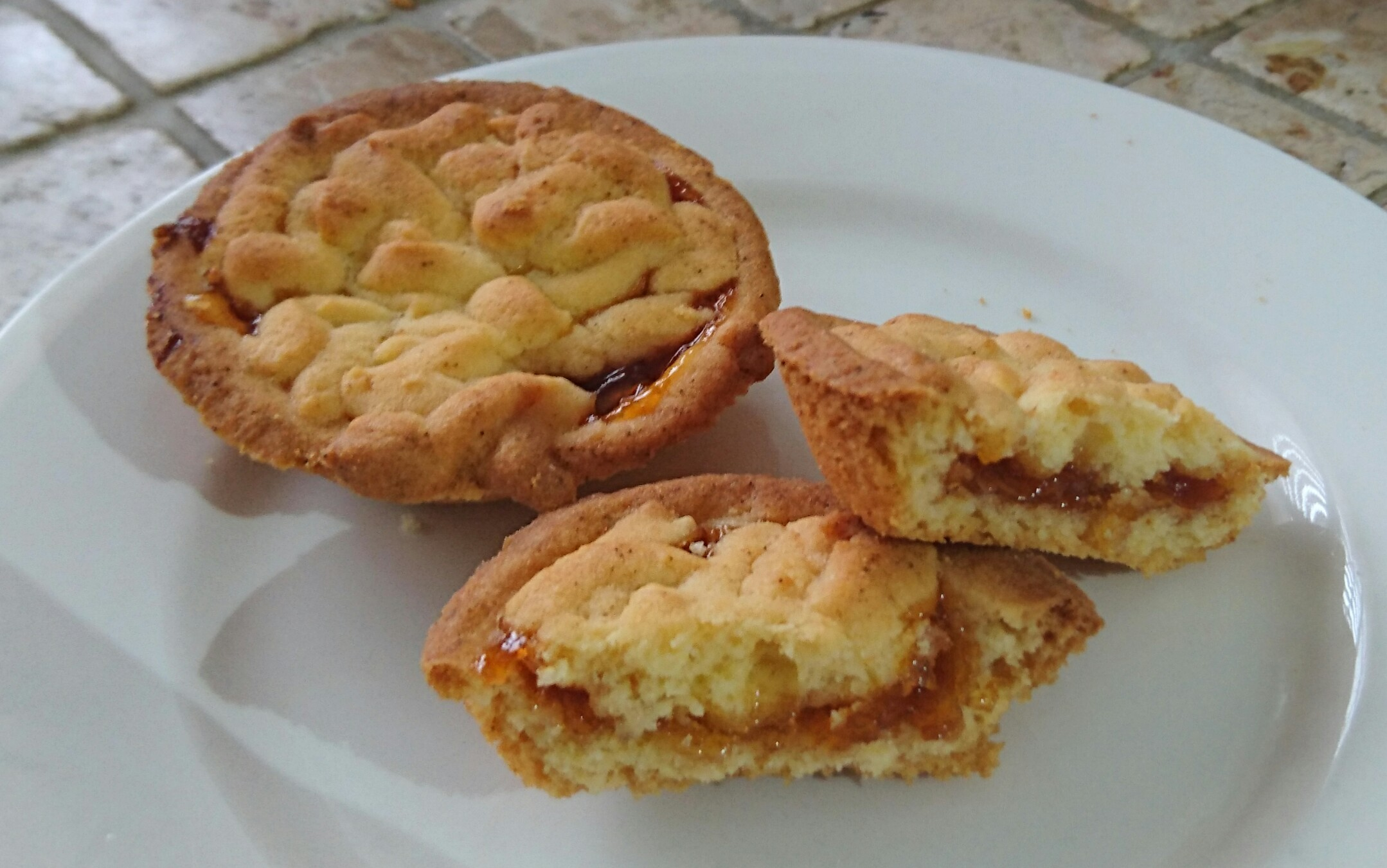
Hai chiếc bánh quy Jan Smuts, một trong số đó đã bị bẻ đôi để lộ nhân mứt mơ.

Hertzogkoekie đã truyền cảm hứng cho những người ủng hộ đối thủ chính trị của Hertzog và Jan Smuts đương thời để tạo ra một phiên bản của riêng họ được gọi là "Bánh quy Jan Smuts". Loại bánh kẹo này cũng trở nên phổ biến vào những năm 1920 và 1930. Bánh quy Jan Smuts có lớp phủ kem bơ và đường thay vì lớp phủ bánh trứng đường nhạt hơn của Hertzogkoekie.